# Motorola MotoGO!
El Motorola MotoGO! es un sencillo teléfono celular orientado a la mensajería que cuenta con un teclado QWERTY físico.

## Descripción
A pesar de no ser un teléfono inteligente Android, cuenta con servicios típicos de la plataforma, como Google+, Google Talk, Google Maps y Gmail.
Posee una pantalla de 2.2 pulgadas, cámara de 2 megapixeles, radio FM, bluetooth, conectividad 3G y Wi-Fi y ranura microSD.
En su interior nos encontramos con 50 MB de memoria interna y una memoria expandible de hasta 32 GB.

## Especificaciones básicas
- Lanzamiento: diciembre de 2012
- Sistema operativo: Propietario OS
- Precio de lanzamiento: $179 USD